# فوهة أوركزيز
فوهة أوركزيز (بالإنجليزية: Ouarkziz)‏ هي فوهة بركان نيزكي في الجزائر. يبلغ قطرها 3.5 كيلومترات ويقدر عمرها على الأقل من 70 مليون سنة (العصر الطباشيري أو أصغر). الحفرة مكشوفة على السطح.
تقع الفوهة الصدمية أوركزيز في شمال غرب الجزائر، بالقرب من الحدود مع المغرب. تشكلت الحفرة نتيجة اصطدام نيزك قبل أقل من 70 مليون سنة، خلال العصر الطباشيري المتأخر من حقبة الحياة الوسطى.
كانت الحفرة التي يبلغ عرضها 3.5 كيلومترات، والتي كانت تسمى في الأصل تندوف ، تآكلًا شديدًا منذ تشكيلها، ومع ذلك يتم إبراز مورفولوجيتها الدائرية من خلال تعرض طبقات الصخور الرسوبية الأقدم التي تتكون تقريبًا من الشمال الغربي إلى خطوط التلال ذات الاتجاه الجنوبي الشرقي. من وجهة نظر رائد فضاء في محطة الفضاء الدولية، يمكن رؤية فوهة الارتطام بوضوح باستخدام عدسة الكاميرا المكبرة.
استنتج الجيولوجي الذي وصف هذه الصورة ببناء تاريخ جيولوجي للمنطقة أن فوهة أوركزيز أحدث من الصخور الرسوبية المحيطة بها، حيث يجب أن تكون طبقات الصخور كانت موجودة بالفعل قبل أن يرتطم بها النيزك. وبالمثل، يمكن مشاهدة قناة التدفق وهي تقطع وسط الهيكل، مما يشير إلى أن القناة تشكلت بعد حدوث الضربة. ويُنسب هذا الوصف إلى الجيولوجي تشارلز ليل في القرن التاسع عشر، و هذا يعتبر طرق وصف منطقية أساسية يستخدمها الجيولوجيون لبناء تسلسل نسبي وتاريخ الأحداث عند التحقيق في منطقة ما.

## روابط خارجية
- فوهة بركان ورآزيز في مرصد ناسا الأرضي
- صورة القمر الصناعي بواسطة وكالة ناسا